# Ryo Nojima
Ryo Nojima (野嶋 良 Nojima Ryo?, nacido el 5 de octubre de 1979 en Toyama) es un exfutbolista japonés. Jugaba de centrocampista y su único club fue el Kataller Toyama de Japón.

## Trayectoria

### Clubes
| Club            | País  | Año         |
| --------------- | ----- | ----------- |
| Kataller Toyama | Japón | 2002 - 2010 |